# Negera natalensis
Negera natalensis är en fjärilsart som beskrevs av Felder 1874. Negera natalensis ingår i släktet Negera och familjen sikelvingar. Inga underarter finns listade i Catalogue of Life.